# Ero furcata
Ero furcata là một loài nhện trong họ Mimetidae.